# Karl August Andersson
Karl August Andersson, född 9 november 1843 i Mjölby församling, Östergötlands län, död 12 maj 1910 i Mjölby församling, Östergötlands län, var en svensk organist och politiker.

## Biografi
Karl August Andersson föddes 1843 i Mjölby socken. Han vikarierade under vårterminen 1865 som organist i Mjölby församling och avlade 1865 folkskollärarexamen i Linköping. Andersson valdes på hösten 1865 till ordinarie folkskollärare, organist och klockare i Mjölby församling, tillträdde 1 januari 1866.
Andersson var från 1897 med och stiftade Linköpings stifts organist- och kantorsförening, som han var ordförande i 1899 till 1907. Han var även ledamot i Kyrkomusikernas riksförbund. År 1903 fick Andersson medaljen För medborgerlig förtjänst. Han startade 1892 Mjölby musikkapell, tillsammans med sin bror kantor Alfred Johansson i Sya församling. Andersson avled 1910.
Han var under 32 år kommunalordförande i Mjölby municipalsamhälle.